# Basketballnationalmannschaft der UdSSR

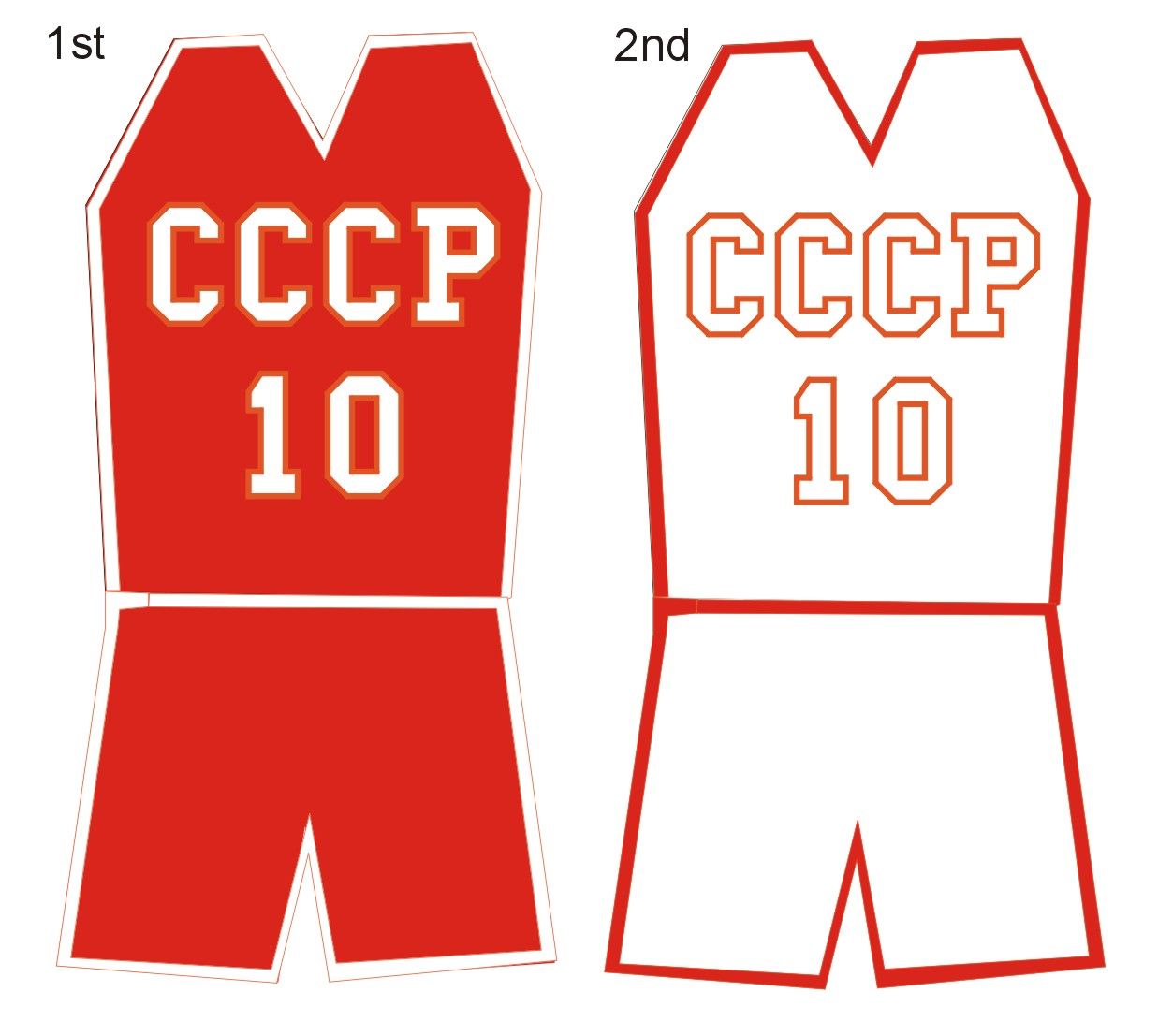

Die Basketballnationalmannschaft der UdSSR repräsentierte zwischen 1947 und 1990 die UdSSR bei internationalen Wettkämpfen und Freundschaftsspielen. Mit 14 Titeln bei Europameisterschaften ist das Team bis heute die erfolgreichste Mannschaft Europas.
Auch weltweit war die sowjetische Mannschaft Mitfavorit bei Turnieren. So konnte das Team dreimal Weltmeister und zweimal Olympiasieger werden.

## Eurobasket(Europameisterschaften)
- 1946 in Genf, (Schweiz): nicht teilgenommen
- 1947 in Prag, (Tschechoslowakei): Goldmedaille
- 1949 In Kairo, (Ägypten): nicht teilgenommen
- 1951 in Paris, (Frankreich): Goldmedaille
- 1953 in Moskau, (UdSSR): Goldmedaille
- 1955 in Budapest, (Ungarn): Bronzemedaille
- 1957 in Sofia, (Bulgarien): Goldmedaille
- 1959 in Istanbul, (Türkei): Goldmedaille
- 1961 in Belgrad, (Jugoslawien): Goldmedaille
- 1963 in Breslau, (Polen): Goldmedaille
- 1965 in Moskau und Tiflis, (UdSSR): Goldmedaille
- 1967 in Helsinki und Tampere, (Finnland): Goldmedaille
- 1969 in Neapel, (Italien): Goldmedaille
- 1971 in Essen und Böblingen, (BRD): Goldmedaille
- 1973 in Barcelona, (Spanien): Bronzemedaille
- 1975 in Belgrad, (Jugoslawien): Silbermedaille
- 1977 in Lüttich, (Belgien): Silbermedaille
- 1979 in Gorizia, (Italien): Goldmedaille
- 1981 in Prag, Bratislava und Havířov, (Tschechoslowakei): Goldmedaille
- 1983 in Limoges, Caen und Nantes, (Frankreich): Silbermedaille
- 1985 in Karlsruhe, Leverkusen und Stuttgart, (BRD): Goldmedaille
- 1987 in Athen, (Griechenland): Silbermedaille
- 1989 in Zagreb, (Jugoslawien): Bronzemedaille

## Weltmeisterschaften
- 1950 in Buenos Aires, Argentinien: nicht teilgenommen
- 1954 in Rio de Janeiro, Brasilien: nicht teilgenommen
- 1959 in Santiago de Chile, Chile: 6. Platz
- 1963 in Rio de Janeiro, Brasilien: Bronzemedaille
- 1967 in Montevideo, Uruguay: Goldmedaille
- 1970 in Ljubljana, Jugoslawien: Bronzemedaille
- 1974 in San Juan, Puerto Rico: Goldmedaille
- 1978 in Manila, Philippinen: Silbermedaille
- 1982 in Cali, Kolumbien: Goldmedaille
- 1986 in Barcelona, Saragossa und anderen Städten, Spanien: Silbermedaille
- 1990 in Buenos Aires, Argentinien: Silbermedaille (ohne Spieler aus Litauen, Lettland und Estland)

## Olympische Spiele
- 1948 in London, Großbritannien: nicht teilgenommen
- 1952 in Helsinki, Finnland: Silbermedaille
- 1956 in Melbourne, Australien: Silbermedaille
- 1960 in Rom, Italien: Silbermedaille
- 1964 in Tokio, Japan: Silbermedaille
- 1968 in Mexiko-Stadt, Mexiko: Bronzemedaille
- 1972 in München, BRD: Goldmedaille
- 1976 in Montreal, Kanada: Bronzemedaille
- 1980 in Moskau, UdSSR: Bronzemedaille
- 1984 in Los Angeles, USA: nicht teilgenommen
- 1988 in Seoul, Südkorea: Goldmedaille

## Nachfolgemannschaften der Sowjetunion
Unter der Bezeichnung Gemeinschaft unabhängiger Staaten (GUS) trat 1992 eine Mannschaft bei den Olympischen Sommerspielen 1992 in Barcelona an und belegte den vierten Platz. Dieser Platz wird aber separat gewertet und nicht der UdSSR zugerechnet.
Danach wurden in den meisten ehemaligen Sowjetrepubliken eigene Basketballverbände gegründet, die mit unterschiedlichem Erfolg an Europa-, Weltmeisterschaften und Olympischen Spielen teilnahmen. Die erfolgreichsten Nachfolge-Mannschaften sind:
- Russland: Europameister 2007, EM-Silber 1993, EM-Bronze 1997, 2011; WM-Silber 1994, 1998; Olympiabronze 2012
- Litauen: Europameister 2003, EM-Silber 1995, EM-Bronze 2007; Olympiabronze 1996, 2000

## Auszeichnungen
Die italienische Sportzeitung Gazzetta dello Sport wählte die sowjetische Nationalmannschaft 1979 zur „Weltmannschaft des Jahres“.